# Sphaerocionium superbum
Sphaerocionium superbum là một loài thực vật có mạch trong họ Hymenophyllaceae. Loài này được (C.V. Morton) Pic. Serm. miêu tả khoa học đầu tiên.